# Histogram

Ett histogram

Histogram är en sorts stapeldiagram som visar hur många det finns för varje egenskapsintervall. 
Histogrammet är ett sätt att ge överblick över hur en åtminstone ganska stor grupp objekt fördelar sig på de förekommande värdena i en viss dimension, till exempel en mätning som har utförts på alla objekten. Hela det förekommande värdeintervallet delas upp i ett antal delintervall. För varje delintervall räknas antalet objekt som har ett värde som faller inom det delintervallet. Detta värde återspeglas som höjden på en rektangel i diagrammet. Rektangelns bas är delintervallet självt.  
Om klassbredderna görs mycket små (limes → 0) och antalet värden blir riktigt många övergår histogrammet till en skattning av fördelningens täthetsfunktion. Histogram är lämpligt för kontinuerliga variabler medan ett stolpdiagram passar diskreta variabler.

## Exempel

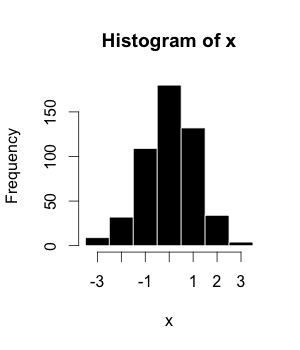

I i histogrammet till höger presenteras resultatet av mätningar som gjorts på 509 objekt och som utfallit i värden mellan -3,5 och 3,5. 
| Delintervall | Antal |
| ------------ | ----- |
| -3,5 – -2,50 | 9     |
| -2,51 – -1,5 | 32    |
| -1,5 – -0,5  | 109   |
| -0,5 – 0,5   | 180   |
| 0,5 – 1,5    | 132   |
| 1,5 – 2,5    | 34    |
| 2,5 – 3,5    | 4     |